# 班迭斯雷县
班迭斯雷县，一译卜迭斯雷县、女王宫县，是柬埔寨暹粒省下辖的一个县。该县位于柬埔寨的西北。“班迭斯雷”在高棉语中意思是“女子的城堡”。
高棉帝国的印度教寺庙遗址女王宫位于该县境内，该寺庙遗址是吴哥古迹的一部分。